# Luis José Vargas
Luis José Vargas García (Santa Cruz de la Sierra, 31 de enero de 1996) es un futbolista boliviano. Juega como centrocampista en Guabirá de la Primera División de Bolivia.

## Selección nacional
Recibió su primera convocatoria para la selección boliviana de la mano del entrenador Mauricio Soria en las eliminatorias al Mundial de 2018, en las que no llegó a jugar.
Fue convocado nuevamente para dos amistosos internacionales contra Nicaragua, debutando el 2 de junio de 2017 en el Estadio Nacional de Managua, partido que terminó en victoria 1-0. Cuatro días después le dio la victoria a su selección en el triundo por 3-2 que se disputó en Yacuiba.
En 2018 sumó tres nuevos encuentros ante las selecciones de Curazao, Corea del Norte y Serbia.
| Selección boliviana | Selección boliviana | Selección boliviana |
| Año                 | Partidos            | Goles               |
| ------------------- | ------------------- | ------------------- |
| 2017                | 2                   | 0                   |
| 2018                | 3                   | 0                   |
| 2019                | 3                   | 0                   |
| Total               | 8                   | 0                   |

## Clubes
| Club               | País    | Año           |
| ------------------ | ------- | ------------- |
| Blooming           | Bolivia | 2017-2020     |
| Jorge Wilstermann  | Bolivia | 2021-2022     |
| Atlético Palmaflor | Bolivia | 2023          |
| Oriente Petrolero  | Bolivia | 2024          |
| Jorge Wilstermann  | Bolivia | 2024          |
| Guabirá            | Bolivia | 2025-presente |